# Zbigniew Sieczkoś
Zbigniew Sieczkoś (ur. 4 listopada 1949 w Stalowej Woli) – polski polityk, prawnik, związkowiec i samorządowiec, wojewoda rzeszowski (1997–1998) i podkarpacki (1999–2001), członek Trybunału Stanu (2015–2019).

## Życiorys
Ukończył w 1971 studia prawnicze na Uniwersytecie Marii Curie-Skłodowskiej w Lublinie. Podjął następnie pracę w rzeszowskim oddziale PKO Bank Polski. W 1976 w Rzeszowie uzyskał uprawnienia radcy prawnego i sędziego oraz podjął pracę jako radca prawny tamtejszego oddziału Narodowego Banku Polskiego (do 1997), a także w Przedsiębiorstwach Gospodarki Komunalnej i Mieszkaniowej w Rzeszowie i Łańcucie (do 1990).
W 1981 był członkiem prezydium zarządu regionu „Solidarności”. Po wprowadzeniu stanu wojennego organizował i do 1989 stał na czele RKW związku w Rzeszowie. Po ponownej rejestracji NSZZ „S” kierował jej strukturami w regionie. W wyborach parlamentarnych w 1997 kandydował do Sejmu z listy Akcji Wyborczej Solidarność. W rządzie Jerzego Buzka z ramienia AWS był kolejno wojewodą rzeszowskim (1997–1998) i podkarpackim (1999–2001). W latach 1997–1999 był szefem rady regionalnej AWS. Do 2002 działał w Ruchu Społecznym AWS. Od 2002 do 2003 pracował jako radca prawny w Podkarpackiej Regionalnej Kasie Chorych.
W latach 2002–2006 zasiadał w sejmiku podkarpackim. Został wybrany z ramienia komitetu wyborczego Podkarpacie Razem. Związał się w trakcie tej kadencji z Prawem i Sprawiedliwością, pod koniec kadencji zasiadał w klubie radnych tej partii. W październiku 2006 objął stanowisko dyrektora podkarpackiego oddziału Narodowego Funduszu Zdrowia, zajmował je do 2008. Objął też stanowisko przewodniczącego rady nadzorczej Polskiego Radia Rzeszów. Bez powodzenia kandydował w 2009 do Parlamentu Europejskiego i w 2010 ponownie do sejmiku województwa.
18 listopada 2015 z rekomendacji Prawa i Sprawiedliwości wybrany na członka Trybunału Stanu. Zasiadał w tym gremium do końca kadencji w 2019.

## Odznaczenia
- Krzyż Kawalerski Orderu Odrodzenia Polski (2017)[3]
- Krzyż Wolności i Solidarności (2016)[4][5]
- Złoty Krzyż Zasługi (2007)[6]